# Skontration
Unter einer Skontration (von skontrieren) versteht man im Allgemeinen die ständige Ermittlung und das schriftliche Festhalten eines neuen Bestandes durch Aufrechnung der Zu- und Abgänge.

## Schuldrecht: Verrechnung als Erfüllungssurrogat
Im Schuldrecht des bürgerlichen Rechts und im Handelsrecht bezeichnet Skontration eine besondere Form wechselseitiger Forderungsverrechnung zwischen drei und mehr Vertragspartnern. Dies unterscheidet die Skontration von der einfachen Verrechnung (einvernehmliche gegenseitige Forderungsverrechnung zwischen zwei Parteien, auch „Aufrechnungsvertrag“ genannt) und der Aufrechnung (einseitige Aufrechnung) mit einer fälligen Aktivforderung gegen eine erfüllbare Passivforderung des Geschäftspartners (§ 387 BGB).
Der Bundesgerichtshof hat die Skontration in mehreren Entscheidungen zur konventionellen Abrechnung der Bundesbank als zivilrechtlich wirksames Erfüllungssurrogat anerkannt. Eine Normierung im Handelsgesetzbuch (HGB) sei lediglich als obsolet unterblieben. Die Skontration als Rechtsfigur sei für die Zeit vor der Reichseinigung (und der damit einhergehenden Einführung der Reichswährung) zur „bargeldlosen“ Abwicklung von Umsätzen in den zahllosen verschiedenen Währungen auf deutschem Boden von großer Bedeutung gewesen. Ab 1871 habe sich ihre Bedeutung im Wirtschaftsleben nunmehr auf die Abrechnungsstellen der Reichsbank beschränkt. Gleichwohl sei die Skontration nach wie vor im deutschen Recht vorhanden und anerkannt.
In der juristischen Vertragspraxis außerhalb des Banken- und Börsensektors ist die Skontration selten geworden. Man findet sie beispielsweise noch im Bereich der privaten Baulandumlegung, wenn die Eigentümer der Ursprungsgrundstücke ihre jeweiligen Flächen in eine Umverteilungsmasse einbringen und nur die Spitzenbeträge in Geld ausgleichen.

## Buchführung
Im buchführungsmäßigen Sinne bezeichnet man als Skontration (moderner: Über Kontokorrent verrechnen, oder neuenglisch Clearing, Netting) das fortlaufende Erfassen von Zu- und Abgängen von gegenseitigen Forderungen/Verbindlichkeiten in verschiedenen Nebenbüchern (Hilfsbüchern) der Buchführung; diese Nebenbücher werden auch als Skontros (Singular: Skontro) bezeichnet. Der Begriff wird im Kontokorrentverkehr zwischen Banken im weitesten Sinne verwendet, üblicherweise nicht im Verhältnis zwischen einem Geldhaus und seinen Kunden (typischerweise Verbrauchern).

Die interbankmäßigen Skontros werden je nach Kontoführung als Nostrokonto oder Vostrokonto bezeichnet.
Die Verrechnung gegenseitiger Forderungen und Verbindlichkeiten im Abrechnungsverkehr führt dazu, dass lediglich die sich ergebenden Spitzenbeträge ausgeglichen werden müssen.

## Kostenrechnung
Das Skontrationsverfahren ist ein Verfahren der Kostenrechnung. Mittels dieses Verfahrens findet eine Bewertung des Warenbestands statt. Diese Bewertung dient der Systematisierung und Aufgliederung von Kosten im Rahmen der Kostenartenrechnung.
Das Skontrationsverfahren (= gleitendes Durchschnittsverfahren) funktioniert so, dass man nach einem jeweiligen Zugang von Waren den bis dahin aufgelaufenen Bestand (wertmäßig) durch die insgesamt vorhandene Menge dividiert. Der nächste Abgang wird mit genau diesem Verbrauchspreis multipliziert und ergibt den monetären durchschnittlichen Wert des jeweiligen Abgangs. 